# Praakli
Praakli (Duits: Brackelshof) is een plaats in de Estlandse gemeente Saaremaa, provincie Saaremaa. De plaats heeft de status van dorp (Estisch: küla) en telt 137 inwoners (2021).
Tot in december 2014 behoorde Praakli tot de gemeente Kaarma, tot in oktober 2017 tot de gemeente Lääne-Saare en sindsdien tot de fusiegemeente Saaremaa.

## Geschiedenis
In 1525 werd een landgoed Kaunismeck genoemd. In 1532 kwam het in handen van Ditrich Brakel. Van die naam zijn zowel de Duitse naam Brackelshof als de Estische naam Praakli afgeleid. Pas in de jaren twintig van de 20e eeuw ontstond een nederzetting op het landgoed, dat inmiddels door de Estische staat onteigend was. In 1939 kreeg ze de status van dorp.
In 1977 werd Praakli bij het buurdorp Vaivere gevoegd. In 1997 werd het weer een zelfstandig dorp.